# 초기 영지주의
초기 영지주의(Early Gnosticism)는 기독교 영지주의 교부들에 의해 시작된 영지주의 종교 운동을 가리키는 낱말이다. 시기적으로는 중세의 영지주의(Medieval Gnosticism)으로의 변화가 있기 이전의 영지주의파들을 통칭하는 낱말이다.
초기 영지주의에 속한 영지주의파로는 오피스파(Ophites), 카인파(Cainites), 카르포크라테스파(Carpocratians), 보르보로스파(Borborites), 토마스파(Thomasines) 등이 있었다.
초기 영지주의는 시기적으로 바울로파(Paulicians: fl. AD 650-872), 보고밀파(Bogomils: AD 927-970년경에 발생), 카타리파(Cathars: fl. AD 12세기 - 13세기), 보고밀파의 한 분파로 여겨지는 보스니아 교회(Bosnian Church) 등의 나스틱파들을 중심으로 전개된 중세의 나영지주의 이전의 시기까지로 구분한다.

## 같이 보기
- 시리아-이집트의 나스티시즘(Syrian-Egyptic Gnosticism)
- 그노시스(Gnosis)
- 피타고라스주의(Pythagoreanism)
- 신플라톤주의와 나스티시즘(Neoplatonism and Gnosticism)
- 기독교 밀교(Esoteric Christianity)
- 신지학(Theosophy)
- 아르콘주의(Archontics)